# Krankenhaustagegeldversicherung
Eine Krankenhaustagegeldversicherung leistet für jeden Tag einer medizinisch notwendigen stationären Heilbehandlung oder eines Krankenhausaufenthaltes einen bei Vertragsabschluss vereinbarten festen Geldbetrag pro Tag (auch für Samstage und Sonntage). Aufnahme- und Entlassungstage werden wie ganze Tage mitberücksichtigt. Üblicherweise ist die Höhe der Absicherung frei wählbar und nicht einkommensabhängig. Sie dient zum Auffangen von Mehraufwänden, die nicht von anderen Leistungsträgern (Krankenversicherung) übernommen  werden. Der Leistungsumfang hängt individuell vom Vertrag ab, so leisten manche Versicherungen nur bei vollstationärer, andere auch bei teilstationärer Aufnahme und manche machen einen Unfall als Aufnahmegrund zur Voraussetzung.

## Sinn und Zweck
Die Versicherer bewerben die Krankenhaustagegeldversicherung mit dem Argument, Versicherte könnten im Falle eines stationären Krankenhausaufenthalts Mehrkosten abdecken, insbesondere Fahrtkosten von Familienmitgliedern für Krankenhausbesuche, Haushaltshilfe, Zimmerkosten für TV, Telefon und Internet, tägliche Zimmerzuzahlung.
Die Stiftung Warentest kritisiert die Krankenhaustagegeldversicherung hingegen als sinnvoll für niemanden. Der Verdienstausfall bei Krankenhausaufenthalt werde bereits durch das Krankengeld der Kasse, bei Privatversicherten durch eine private Krankentagegeldversicherung (siehe oben) abgedeckt.
Die Krankenhaustagegeldversicherung ermöglicht auch die Finanzierung einer Unterbringung im Ein- oder Zweibettzimmer, als auch "Rooming in" (bei Kindern Mitunterbringung eines Elternteils im Krankenhauszimmer). Für diesen Zweck ist sie deutlich günstiger als eine stationäre Zusatzversicherung, weil sie die Kosten für eine Chefarztbehandlung nicht abdecken muss. Jedoch wird die Versicherung für diesen Zweck aus Haftungsgründen nicht vertrieben, da im konkreten Fall nicht garantiert werden kann, dass die vereinbarte Summe für das Ein- oder Zweibettzimmer ausreicht und dass das Krankenhaus ein Ein- oder Zweibettzimmer ohne gleichzeitige Chefarztbehandlung überhaupt zulässt.

## Kosten
Die Beiträge für das im Rahmen einer Unfallversicherung versicherbare Krankenhaustagegeld werden im Rahmen der allgemeinen Tarife altersunabhängig berechnet, ältere Personen müssen deshalb keine höheren Beiträge zahlen als jüngere. Lediglich beim Abschluss sind die jeweiligen Gesundheitsfragen zu beantworten.

## Abgrenzung zur Unfall- und Krankentagegeldversicherung
Unfall-Krankenhaustagegeld wird nur für die Dauer der stationären Unfallbehandlung fällig. Krankentagegeld und Unfalltagegeld werden völlig unabhängig von einem Krankenhausaufenthalt ggf. neben dem Unfall-Krankenhaustagegeld gezahlt.